# ارمژ
ارمژ (به مجاری: Ormosd,) در اسلوونی با جمعیت ۱۷٬۰۹۵ نفر است.